# 我不是說了能力要平均值嗎？
《我不是说了能力要平均值嗎？》是由FUNA撰寫，2016年1月14日於成為小說家吧上連載的輕小說。後由EARTH STAR Entertainment出版至第13卷，第14卷起改為史克威爾艾尼克斯出版，亞方逸樹負責插畫。同年8月推出漫畫版，並於Comic Earth Star連載，由ねこみんと繪畫。在2018年宣布改編為動畫。

## 簡介
比平均水平“能幹的孩子”的少女栗原海里在高中畢業典禮結束後，將騎自行車摔倒的少女從大型車中救了出來，以此作為交換而死亡。海里意識被造物主召喚並聽取了關於祂們管理的“世界”的說明。由於海里拯救的少女計劃創造出人類前往其他恆星系所必需的技術基礎理論，所以造物主決定給予將少女從死亡中拯救出來的海里禮物，提出了可轉生至異世界。對於自己過於能幹而讓周圍對自己有著過度期待的海里，對著造物主許下了「下一個人生、希望所有能力全部都是平均值！」的願望。
在接受了散佈在轉生世界的納米機器和作為其應用技術的魔法的說明後，海里轉生為阿黛爾·馮·阿斯卡姆。阿斯卡姆子爵家生下的阿黛爾沒有想起前世的事就度過了，但是在10歲生日的時候伴隨著劇烈的頭痛突然恢復了記憶。
雖然希望的能力是平均值，但能力卻是中程數(即最弱物種和最強物種能力值相加除以二，不是中央值也不是最頻值)，“古龍種和神在內的全存在中，那個領域的最低值和最大值的平均值”，作為一個人是破格的東西。阿黛爾一心想作為“普通的女孩”而決定離家出走，作為C級獵人“麥露”隱藏著力量生活。

## 登場人物
阿黛爾·馮·阿斯卡姆／栗原海里／麥露（聲：和氣杏未）
本故事的主角。銀髮長髮繫上一條粉紅色的絲帶。獵人學校入學時十二歲。前世是日本人栗原海里。
因為才華出眾而一直孤身一人，死後轉生時希望自己能力是平均值，結果變成最強加上最弱再除以二的中間值。
轉生時遇到的造物主知道納米機器的存在，在學園入學前，已經可以和納米機器對話。此時，阿黛爾自己的思念波輸出是這個世界上最大輸出的古龍種的一半左右，是擁有魔力的人類平均值的約6800倍，且可以利用納米機器的許可權等級為5(通常的生物基本上為等級1，造物主為水平10)即使如此，以「普通的女孩子」的理念為基礎進入艾克蘭德學園，但無法隱藏能力，以失敗告終。
雖然出生後的約10年間不存在前世的記憶，但是到了10歲的某一天，伴隨著強烈的頭痛想起了一切。
在日本18歲時為了保護少女而遭遇事故，轉生作為阿黛爾·馮·阿斯卡姆。為子爵家的長女，八歲時外公和母親遭盜賊襲擊喪生(實際是篡奪爵位為目標的入贅女婿父親的陰謀)，其後父親把後妻和其孩子普莉希帶到家中並劫持子爵家，阿黛爾入學之前一直遭到欺負﹙本人無自覺﹚的待遇。
被繼母安排進下級貴族學院，本來希望隱藏能力平凡生活，但因為性格天然加上演技太差暴露了而不自知，在馬爾賽拉等三人幫助下在學園裡待了一段時間，但最後以某個事件為契機，收到了來自這個國家的第三王女莫蕾娜的謁見要求而逃亡。
離開祖國後在地方城市自稱麥露登記成獵人。之後在獵人職員推薦下進入獵人培養學校，與現在「赤紅誓約」的成員相遇。
因為能力強大而會被赤紅誓約的成員們當成劍術或魔法師傅，但她本人希望以普通的少女的身份活下去，所以很少將其實力公之於眾。但在與自己和同伴的生命相關的情況則會全力以赴。
從和她交往不多的人看來，收納魔法的能力(實際上是道具箱)是壓倒性的，所以也被稱為收納少女。
因為外祖父和母親被以篡奪爵位(相當於極刑的重罪)為目標的入贅女婿父親所殺，而在謁見國王時父親和後妻的陰謀被曝光並被處刑，普莉希因為是孩子而酌情體諒成為父方老家養子降為平民。所以阿黛爾成為實際意義上的子爵家主，領地由代官負責。以「米瑪·薩特戴爾」的筆名撰寫故事，也從出版社那裡得到稿費。

#### 赤紅誓約
烈娜（聲：德井青空）
麥露的室友，魔法師，外號「赤紅烈娜」，紅髮愛呈強，十五歲體型像十二歲的女生。
畢業後與麥露組成隊伍「赤紅誓約」。
本為行商人的女兒，在父親遭盜賊殺害後被獵人「赤紅閃電」收養，後來又被僱主出賣給盜賊導致隊伍全滅結果覺醒魔法才能，把盜賊和出賣隊伍的僱主全數燒死。
對盜賊毫無慈悲，認為他們是應該全部殺掉的渣滓。
梅維斯（聲：內村史子）
麥露的室友，女劍士，高個子金色短髮，適合男裝的女生。
畢業後與麥露組成隊伍「赤紅誓約」，擔任隊長，但因為烈娜和柏琳太強勢而導致存在感薄弱。
伯爵家的長女，有三個哥哥，夢想成為騎士遭家人反對而離家出走。
在麥露指導下習得神速劍。在與哥哥決鬥時習得「真．神速劍1.4」。
在三哥前來時，一度誤會意圖抓走柏琳的不良獵人是哥哥僱用來抓自己。
由於體質影響思念波不能放出體外而不能使用魔法。在服用麥露製作的含納米機械藥水能使出原創魔法「梅維斯之環」。
柏琳（聲：田澤茉純）
麥露的室友，治癒師，茶色頭髮感覺溫柔的女生，性格腹黑，巨乳。
畢業後與麥露組成隊伍「赤色誓約」，負責小隊財政。
本來只擅長治愈魔法而不擅長復雜的中攻擊魔法，但在麥露指導下治愈魔法更進一步提升，習得水魔法和簡單攻擊魔法，甚至在水中加大量辣椒素潑向對手眼口和傷口的「HOT魔法系列」。
商人之女，父親被賊人殺害後，商店遭掌櫃奪走，母親為養活自己和弟弟而變成掌櫃的情婦。曾遭遇掌櫃僱用意圖抓走柏琳抓回家作政治婚姻不良獵人。最後在麥露等人和伯爵家(梅維斯的老家)的幫助下，單獨擊敗掌櫃僱佣的獵人打手，將其掌櫃和與他同黨的貴族給逮捕，並把其商會奪回。
動畫中則改成掌櫃跟他同黨貴族以母親和弟弟要脅強迫與梅維斯的哥哥結婚，最後在奧斯汀伯爵主持下一人單獨與掌櫃跟跟他同黨貴族進行決鬥裁決解決。
漫畫版改成商人的私生女，被正妻視作眼中釘。
最後將商店交給了母親和弟弟，並繼續與「赤色誓約」所有人一起旅行。
納米醬（聲：羽多野渉）
散布在這個異世界的納米機器人。
本來沒有特定的形態，不過和麥露長期往來後，形態被固定了下來。
蕾妮（聲：河野日和）
旅店家的女兒。得到了「赤色誓約」的幫襯與照顧。

#### 艾克蘭德學園
馬爾賽拉（聲：河瀨茉希）
男爵家的三女。
最初想找阿黛爾（麥露）麻煩，但在了解對方實際狀況加上誤會骨頭是零食後而罷手。
原本以為自己只能嫁給下等貴族或暴發戶商人，但因為阿黛爾﹙麥露﹚指導下習得攻擊魔法而有了能選擇結婚對象能力。
小說版中與莫妮卡、奧利安娜合稱「Wonder III」，阿黛爾﹙麥露﹚是「+1」。
漫畫附錄的外傳小說中，會在班上挑選四人和三人組一起在阿爾黛（麥露）房間舉辦「日本芙卡希巴娜嘻﹙日本文間故事﹚」。
持有原創魔法「阿黛爾模擬器」，能跟莫妮卡和奧利安娜連結組合成「超級阿黛爾模擬器」。
莫妮卡（聲：安野希世乃）
中堅商人次女。
奧利安娜（聲：東城日沙子）
平民出身，眯眯眼的女生，靠獎學金上學。
凱文．馮．貝利安姆
貧窮貴族家的五男，因為是侍女所生加上不會魔法而被送進下級貴族學院。
在挑戰阿黛爾﹙麥露﹚慘敗後持續挑戰一年，最後被忍無可忍的阿黛爾﹙麥露﹚痛罵並鼓勵，得到「熾熱」的稱號。
在阿黛爾（麥露）出逃後因馬爾賽拉指點而決心成為配得上阿爾黛（麥露）的男人。
班長
和阿爾黛（麥露）同班的女生。
被阿爾黛（麥露）叫了班長這稱呼後因為太合適結果所有人都稱呼她班長，沒人記得其本名。

#### 獵人學院
貝爾
貧民窟出身，為了能照顧其他貧民窟孩子而成為獵人。
被麥露傳授「空氣彈」和「魔力劍」兩種魔法。

#### 其他
納米
協助麥露的納米機器化身。
以光學柝射和在鼓幕震動來現身對話。
小說中只有聲音出場，動畫為動物型吉祥物，漫畫則是機器人。
露妮
旅館老闆的女兒。10歲。
奧斯汀伯爵
梅維斯的父親，反對女兒成為騎士。
想把梅維斯帶回家時，被梅維斯以「父親打勝師父﹙麥露﹚，梅維斯打勝大哥」作為條件，被麥露打至完敗。
布恩克里夫特
養育飛龍羅布雷斯的魔法師。
由於放任飛龍到處獵食並教會它戰術，給附近村莊和獵人帶來不少麻煩。
羅布雷斯
原為襲擊村莊的飛龍，後被赤紅誓約打倒，目前在領主手下工作。

## 用語
納米機器
阿雷德學園
位於布倫德爾王國，上級貴族學院。
艾克蘭德學園
位於布倫德爾王國，下級貴族、富商或平民就讀學院。
獵人學園
提魯斯王國設立的獵人養成學院。
提拔有才能的新手獵人，在三年時間內教授自行摸索需要幾十年的老手知識。
赤色閃電
養大烈娜的獵人小隊，小說中為四人男性，動畫改成三男一女。
秘銀咆哮
B級獵人隊伍，隊長格連為A級獵人，獵人學院畢業典禮上跟麥露等人對戰的獵人隊伍。
隊長格連跟麥露對戰，因麥露要求，在戰鬥不分上下時詐勝，但因兩人演技太笨拙而被所有人看穿但沒人點破。
動畫版對戰隊伍變成其他團隊，隊長僅在邀請麥露時出場。
在「赤紅誓約」的修行之旅時偶遇，合作討伐地龍。
炎狼
C級獵人隊伍，全員男性戰士，本來有兩名女性同伴，但被帥哥團挖角。
小說版和漫畫版中聯合「赤紅誓約」擊退偽裝成盜賊的軍隊。動畫中並沒出場。
目前跟麥可同期的魔法師組隊。
邪神的理想鄉
獵人隊伍，原本想在任務中保護「赤紅誓約」，結果反受到「赤紅誓約」不少恩惠。
原本登錄名稱為「女神的理想鄉」，但在公會女職員聽完隊伍理想「賺錢建立孤兒院，每日被各種族幼女包圍」後，名字就被改成「邪神的理想鄉」。

## 出版書籍

### 輕小說
| 卷數                     | EARTH STAR Entertainment（第1卷 - 第13卷） →史克威爾艾尼克斯（第14卷 - ） | EARTH STAR Entertainment（第1卷 - 第13卷） →史克威爾艾尼克斯（第14卷 - ） |
| 卷數                     | 發售日期                                                                  | ISBN                                                                      |
| EARTH STAR Entertainment | EARTH STAR Entertainment                                                  | EARTH STAR Entertainment                                                  |
| ------------------------ | ------------------------------------------------------------------------- | ------------------------------------------------------------------------- |
| 1                        | 2016年5月14日                                                             | ISBN 978-4-8030-0922-4                                                    |
| 2                        | 2016年8月15日                                                             | ISBN 978-4-8030-0949-1                                                    |
| 3                        | 2016年11月15日                                                            | ISBN 978-4-8030-0966-8                                                    |
| 4                        | 2017年3月15日                                                             | ISBN 978-4-8030-1025-1                                                    |
| 5                        | 2017年6月15日                                                             | ISBN 978-4-8030-1065-7                                                    |
| 6                        | 2017年10月17日                                                            | ISBN 978-4-8030-1121-0                                                    |
| 7                        | 2018年3月15日                                                             | ISBN 978-4-8030-1160-9                                                    |
| 8                        | 2018年7月14日                                                             | ISBN 978-4-8030-1210-1                                                    |
| 9                        | 2018年11月15日                                                            | ISBN 978-4-8030-1252-1                                                    |
| 10                       | 2019年3月15日                                                             | ISBN 978-4-8030-1281-1                                                    |
| 11                       | 2019年7月16日                                                             | ISBN 978-4-8030-1314-6                                                    |
| 12                       | 2019年10月12日                                                            | ISBN 978-4-8030-1349-8                                                    |
| 13                       | 2020年3月14日                                                             | ISBN 978-4-8030-1400-6                                                    |
| 史克威爾艾尼克斯         |                                                                           |                                                                           |
| 14                       | 2021年1月7日                                                              | ISBN 978-4-7575-7024-5                                                    |
| 15                       | 2021年6月7日                                                              | ISBN 978-4-7575-7309-3                                                    |
| 16                       | 2021年12月7日                                                             | ISBN 978-4-7575-7619-3                                                    |
| 17                       | 2022年7月7日                                                              | ISBN 978-4-7575-8021-3                                                    |
| 18                       | 2023年3月7日                                                              | ISBN 978-4-7575-8457-0                                                    |
| 19                       | 2024年5月7日                                                              | ISBN 978-4-7575-9182-0                                                    |
| 20                       | 2025年2月6日                                                              | ISBN 978-4-7575-9664-1                                                    |

### 漫畫
| 卷數 | EARTH STAR Entertainment | EARTH STAR Entertainment | 台灣東販     | 台灣東販               |
| 卷數 | 發售日期                 | ISBN                     | 發售日期     | ISBN                   |
| ---- | ------------------------ | ------------------------ | ------------ | ---------------------- |
| 1    | 2017年3月15日            | ISBN 978-4-8030-1009-1   | 2018年2月7日 | ISBN 978-986-475-567-7 |
| 2    | 2017年10月17日           | ISBN 978-4-8030-1117-3   |              |                        |
| 3    | 2018年6月12日            | ISBN 978-4-8030-1200-2   |              |                        |
| 4    | 2019年10月12日           | ISBN 978-4-8030-1343-6   |              |                        |

## 電視動畫

### 製作人員
- 原作：FUNA、亞方逸樹
- 監督：太田雅彥
- 系列構成：青島崇
- 人物設計：渡邊奏
- 美術監督：松宮正純、宮本實生
- 色彩設計：鈴木洋子
- 攝影監督：二村文章
- 編輯：小野寺繪美
- 音響監督：蝦名恭範
- 音響製作：ダックスプロダクション
- 音樂：三澤康廣
- 音樂製作：愛貝克思影業
- 動畫製作：project No.9

### 主題曲
片頭曲
作詞：畑亞貴，作曲、編曲：tatsuo，主唱：紅色誓言〔麥露（和氣杏未）、蕾娜（德井青空）、梅維斯（內村史子）、柏琳（田澤茉純）〕
片尾曲
作詞：畑亞貴，作曲：永塚健登，編曲：tatsuo，主唱：麥露（和氣杏未）

### 各話列表
| 章數   | 日文標題 | 中文標題 | 劇本     | 分鏡              | 演出                | 作畫監督                                                                        | 改編原作 |
| ------ | -------- | -------- | -------- | ----------------- | ------------------- | ------------------------------------------------------------------------------- | -------- |
| 第1章  |          |          | 青島崇   | 太田雅彥          | 守田藝成            | 前田義宏、南東壽幸 谷川亮介、栗原基彥 宇佐美皓一                                | 第一卷   |
| 第2章  |          |          | 鴻野貴光 | 小澤一浩          | 奧野浩行            | 林明日香、谷川亮介 宇佐美皓一                                                   | 第一卷   |
| 第3章  |          |          | 杉原研二 | 北村淳一          | 北村淳一            | 河原久美子、江森真理子 小川惠理、和田伸一 德田夢之介、松岡秀明                  | 第一卷   |
| 第4章  |          |          | 山田靖智 | 誌村宏明          | 奧野浩行            | 谷川亮介、奧野浩行 今里佳子、松下純子 南東壽幸、宇佐美皓一                      | 第二卷   |
| 第5章  |          |          | 青島崇   | 太田雅彥          | 久保山英一          | 江森真理子、小川惠理 岩永遼太、今里佳子 楠田悟、馬場可奈子                      | 第二卷   |
| 第6章  |          |          | 山田靖智 | 柳沼和良          | 久保太郎            | 宇佐美皓一、谷川亮介 南東壽幸、林明日香 森出剛                                  | 第二卷   |
| 第7章  |          |          | 杉原研二 | 荒井省吾          | 荒井省吾            | 小川惠理、今里佳子 服部憲知、大塚八愛                                           | 第三卷   |
| 第8章  |          |          | 鴻野貴光 | 小澤一浩          | 冴島啓              | 馬場可奈子、森出剛 南東壽幸、河原久美子 谷川亮介、宇佐美皓一 林明日香           | 第三卷   |
| 第9章  |          |          | 鴻野貴光 | 小寺勝之          | 西村正樹            | 陳亮、壽門堂                                                                    | 第三卷   |
| 第10章 |          |          | 山田靖智 | 信田祐            | 前田基匡            | 渡邊一平太、櫻井拓郎 Creators in Pack、Niki Ikyn 日陰雨男、日向清香             | 第四卷   |
| 第11章 |          |          | 杉原研二 | 高橋雅之 北村淳一 | 金スンドク          | 李智悟                                                                          | 第四卷   |
| 第12章 |          |          | 青島崇   | 太田雅彥 小寺勝之 | 久保山英一 守田藝成 | 谷川亮介、林明日香 南東壽幸、小川惠理 河原久美子、宇佐美皓一 奧野浩行、水谷正之 | 第四卷   |

### 藍光光碟
| 卷數 | 發售日期       | 收錄話數      | 規格編號     |
| ---- | -------------- | ------------- | ------------ |
| 1    | 2019年12月20日 | 第1話－第4話  | EYXA-12685/B |
| 2    | 2020年1月31日  | 第5話－第8話  | EYXA-12686/B |
| 3    | 2020年2月28日  | 第9話－第12話 | EYXA-12687/B |

## 外部連結
- 私、能力は平均値でって言ったよね！，在成為小說家吧連載的網頁。（日語）
- 私、能力は平均値でって言ったよね！ （页面存档备份，存于） - EARTH STAR NOVEL（日語）
- 私、能力は平均値でって言ったよね！ （页面存档备份，存于） - SQEX NOVEL（日語）
- 私、能力は平均値でって言ったよね！ （页面存档备份，存于） Comic Earth Star （日語）
- 電視動畫『我不是說了能力要平均值嗎？』官方網站 （页面存档备份，存于）（日語）
- 電視動畫「我不是說了能力要平均值嗎？」的X（前Twitter）（日語）